# Liberijev katalog
Liberijev katalog (lat. Catalogus Liberianus) bio je dio iluminiranog rukopisa poznatog kao „Kronografija iz 354.“ (lat. Chronographus anni 354), a danas postoji samo u prijepisu. Riječ je o važnom dokumentu koji sadrži popis papa, to jest rimskih biskupa, a završava s papom Liberijem koji je umro 366. godine. Odatle je dobio i ime.

## Osnovne značajke
Popis sadrži dužinu njihova pontifikata, odgovarajuće datume konzulata, te imena vladajućih careva. U mnogim su slučajevima u njemu prisutne i ostale pojedinosti. Zbirka dokumenata čiji je dio i ovaj katalog uređena je 354. godine.
Pisac Liberijeva kataloga zasigurno je rabio neke starije tekstove, a neki misle da u mnogočemu ovisi o djelu biskupa Hipolita iz Porta (umro 235.), čiji je Ljetopis izgubljen. Nakon pape Poncijana mijenja se oblik teksta.
U samom Katalogu postoji više „začuđujućih grešaka“ (Edmundson, 1913) od kojih neke vjerojatno ovise o pogreškama prilikom prepisivanja.

## Nepravilnosti Liberijeva kataloga
Već je Edmundson istakao nekoliko nepravilnosti: „Smrti sv. Petra i sv. Pavla smještene su u godinu 55. Klement I. nasljeduje Linu 67. godine, a Anenklet, stvarni nasljednik Linin, udvostručen je prvo kao Kleto, a potom kao Anaklet. Za klementovu smrt rečeno je da se dogodila šesnaest godina prije godine kad je, kao što se općenito drži, postao biskup.“ Greške nisu ograničene samo na biskupe prvog stoljeća. Dio koji ovisi o Hipolitovu Ljetopisu nije precizan ni o samom papi Piju I., koji je prema Muratorijevu fragmentu živio „nedavno u naše doba.“ Hegesip i Irenej Lionski, koji su se obojica našli u Rimu nedugo nakon Pijeve smrti, daju redoslijed u obliku: Pio I., Anicet, Soter, Eleuterije. S druge strane, u Liberijevu katalogu Pio slijedi nakon Aniceta, umjesto da mu prethodi.

## „Depositio martyrum“ i „Depositio episcoporum“
Još dva su popisa povezana s ovim katalogom, jer se nalaze u istom rukopisu (Kronografija iz 354.). Riječ je o spisima: Depositio martyrum i Depositio episcoporum.

## Vanjske poveznice
- Kronografija iz 354. na latinskom i engleskom
- Liberijev katalog na latinskom i engleskom